# Provincia di Tokat
La provincia di Tokat (in turco Tokat ili) è una provincia della Turchia.

## Geografia antropica

### Suddivisioni amministrative

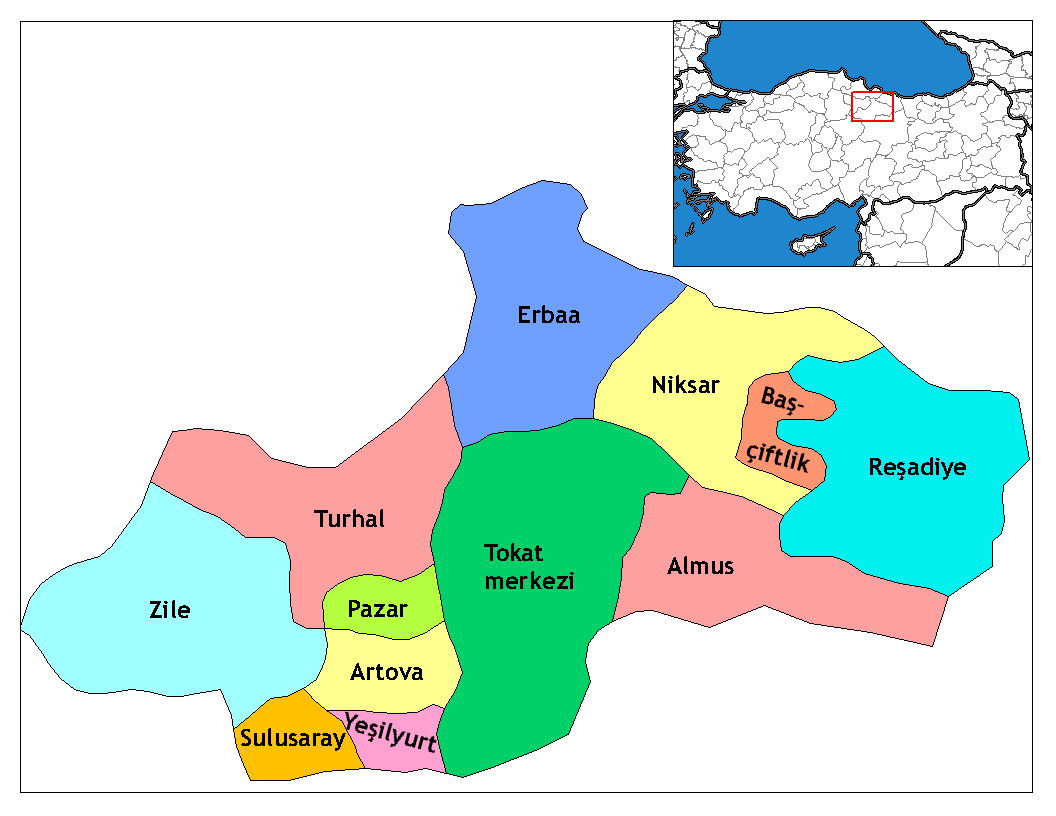
Distretti della provincia di Tokat

La provincia è divisa in 12 distretti:
| - Tokat (centro) - Almus - Artova - Başçiftlik - Erbaa - Niksar | - Pazar - Reşadiye - Sulusaray - Turhal - Yeşilyurt - Zile |

Fanno parte della provincia 77 comuni e 607 villaggi.